# Rauna
Rauna (tyska: Ronneburg, Rownenborgh) Svenska: (Rönneburg) är en by i Vidzeme i Lettland. Byn uppstod kring den livländska biskopsborgen Rauna.